# (8000) Isaac Newton
(8000) Isaac Newton ist ein Asteroid des Hauptgürtels, der am 5. September 1986 von dem belgischen Astronom Henri Debehogne am La-Silla-Observatorium der Europäischen Südsternwarte (IAU-Code 262) in Chile entdeckt wurde.
Der Asteroid gehört zur Eos-Familie, einer nach (221) Eos benannten Asteroidenfamilie.
Benannt wurde er am 11. Februar 1998 nach Isaac Newton, der große Leistungen auf den Gebieten der Physik und Mathematik vollbrachte und daher als einer der bedeutendsten Wissenschaftler aller Zeiten gilt.